# Holubinka vrhavka
Holubinka vrhavka (Russula emetica) FR. je jedovatá houba, která způsobuje žaludeční potíže. Otrava touto holubinkou trvá obvykle půl dne a poté odezní a uzdravení je úplné.

## Popis
- Klobouk: zářivě až karmínově červený, široký zhruba 30–100 mm, zpočátku polokulovitý později plochý
- Lupeny: bílé, ve stáří občas nažloutlé, ostří lehce zubaté
- Třeň: bílý, dlouhý 30–80 mm
- Výskyt: v jehličnatých lesích na vlhkých místech, nejčastěji roste od srpna do října

Záměna je možná s jedlou holubinkou mandlovou (R. vesca), která však je masově růžová a pokožka klobouku typickým způsobem odstává o 1–2 mm od okraje, takže vyčnívá bílá dužnina. Nejvíce roste na vápnitých půdách.

## Jedovatost
Jak jméno napovídá, vrhavka je nejedlá, ačkoli není tak nebezpečná, jak ji někdy popisují starší publikace. Příznaky jsou převážně gastrointestinální povahy: nevolnost, průjem, zvracení a křečovité stahy v břiše. Obvykle se zažívací potíže objeví půl až tři hodiny po požití houby a zpravidla spontánně ustoupí po vyloučení zbytků potravy ze střevního traktu. Původce otravy nebyl zjištěn, ale předpokládá se,
že jím jsou seskviterpeny, které byly izolovány u příbuzného rodu ryzců (Lactarius) a u holubinky jízlivé (R. sardonia).